# Paranthura kagawaensis
Paranthura kagawaensis is een pissebed uit de familie Paranthuridae. De wetenschappelijke naam van de soort is voor het eerst geldig gepubliceerd in 1993 door Nunomura.